# Nissan Prairie
Der Datsun Prairie (Nissan Prairie) war der erste weltweit gebaute Mittelklasse-Van und wurde vom japanischen Konzern Nissan von Herbst 1981 bis Ende 2004 in drei Generationen gebaut. Ursprünglich kam er als Datsun Prairie auf den Markt. Nachdem Nissan die Marke Datsun im Export eingestellt hatte (Ende der 1980er Jahre auch in Japan), wurde er als Nissan Prairie angeboten. In Europa bot Nissan nur die ersten beiden Baureihen an und nahm das Modell ab Mitte 1994 aus dem Programm.
Der Prairie ist ein geräumiger Hochdach-Kombi mit seitlichen Schiebetüren für die zweite Sitzreihe, den man heute als Kompaktvan bezeichnen würde. Gegen Ende der 1990er Jahre wurde das Hochdach-Konzept von vielen anderen Herstellern aufgegriffen. Dazu zählen beispielsweise die Modelle Citroën Xsara Picasso, VW Touran, Opel Zafira und Kia Carens. Erst mit dem Nissan Almera Tino gab es im Sommer 2000 wieder einen Nachfolger des Prairie für den europäischen Markt.

## Prairie (M10, 1981–1988)
Die erste Generation des Prairie wurde in Japan im Herbst 1981, in Europa im Spätsommer 1982 und in Nordamerika 1986 vorgestellt. In Kanada hieß er Nissan Multi, in den USA Nissan Stanza Wagon.
Die Technik wurde vom Datsun Stanza übernommen. Angetrieben wurde der Prairie von einem vorn quer eingebauten Vierzylinder-Motor und Vorderradantrieb, wahlweise auch mit elektrisch zuschaltbarem Hinterradantrieb (Prairie 4x4). Charakteristisch ist für den Nissan Prairie M10 dessen geringe Länge, so ist er nur 10 cm länger als ein VW Golf 2, bietet aber trotzdem einer fünfköpfigen Familie ausreichend Platz. Die erste Modellreihe wartete mit einigen Eigenwilligkeiten auf. So waren die Fenster in den Schiebetüren – bedingt durch die hinteren Radkästen – nur zu etwa einem Drittel versenkbar. Die Fensterkurbeln klappten sich per Federdruck zusammen, um beim Öffnen der Schiebetür nicht im Weg zu sein. Die Handbremse war nicht im Boden verankert, sondern oberhalb des Autoradios. Sie musste daher horizontal herangezogen und mittels Drehbewegung wieder gelöst werden. Das Autoradio wiederum war in Bodennähe montiert und in einer normalen Sitzposition nicht erreichbar. Die Rücksitzbank war so angeordnet, dass lange Gegenstände problemlos unter ihr durchgeschoben werden konnten, womit Dachaufbauten für Skier überflüssig erschienen. Weiterhin besaß der Prairie keine B-Säule.
Ungewöhnlich sind die Parallelen, die der aktuelle Nissan Note zum Nissan Prairie aufweist, so hat er dieselbe Länge (ca. 4,09 m), dasselbe Kofferraumvolumen (allerdings bei vorgeschobener Rückbank) und bei der schwächsten Ausführung dieselbe Motorleistung (88 PS bzw. 65 kW).
Trotz seiner Seltenheit schaffte es der Prairie, im Jahr 1985 eine Rolle im Film Die Einsteiger von Thomas Gottschalk und Mike Krüger zu spielen.
Im Herbst 1988 wurde die Produktion der ersten Baureihe beendet.

Zum Stichtag 1. Januar 2024 waren in Deutschland laut KBA noch 18 Nissan Praire der ersten Generation angemeldet.

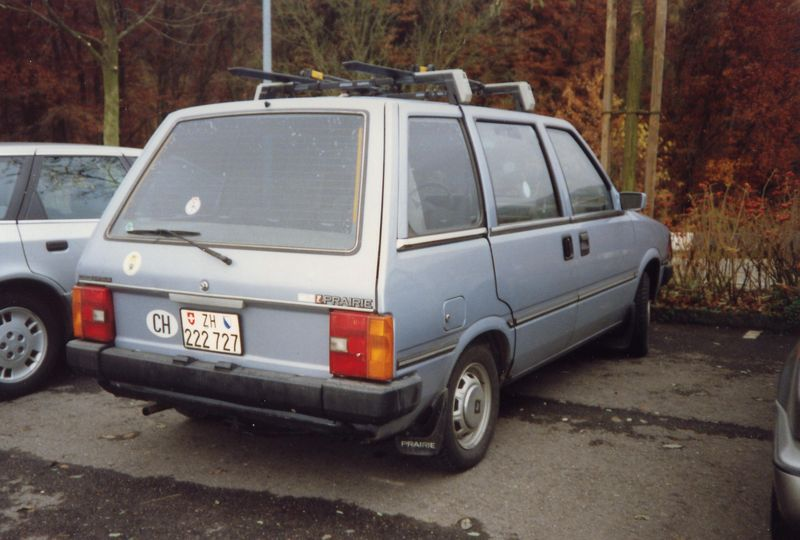
Heckansicht
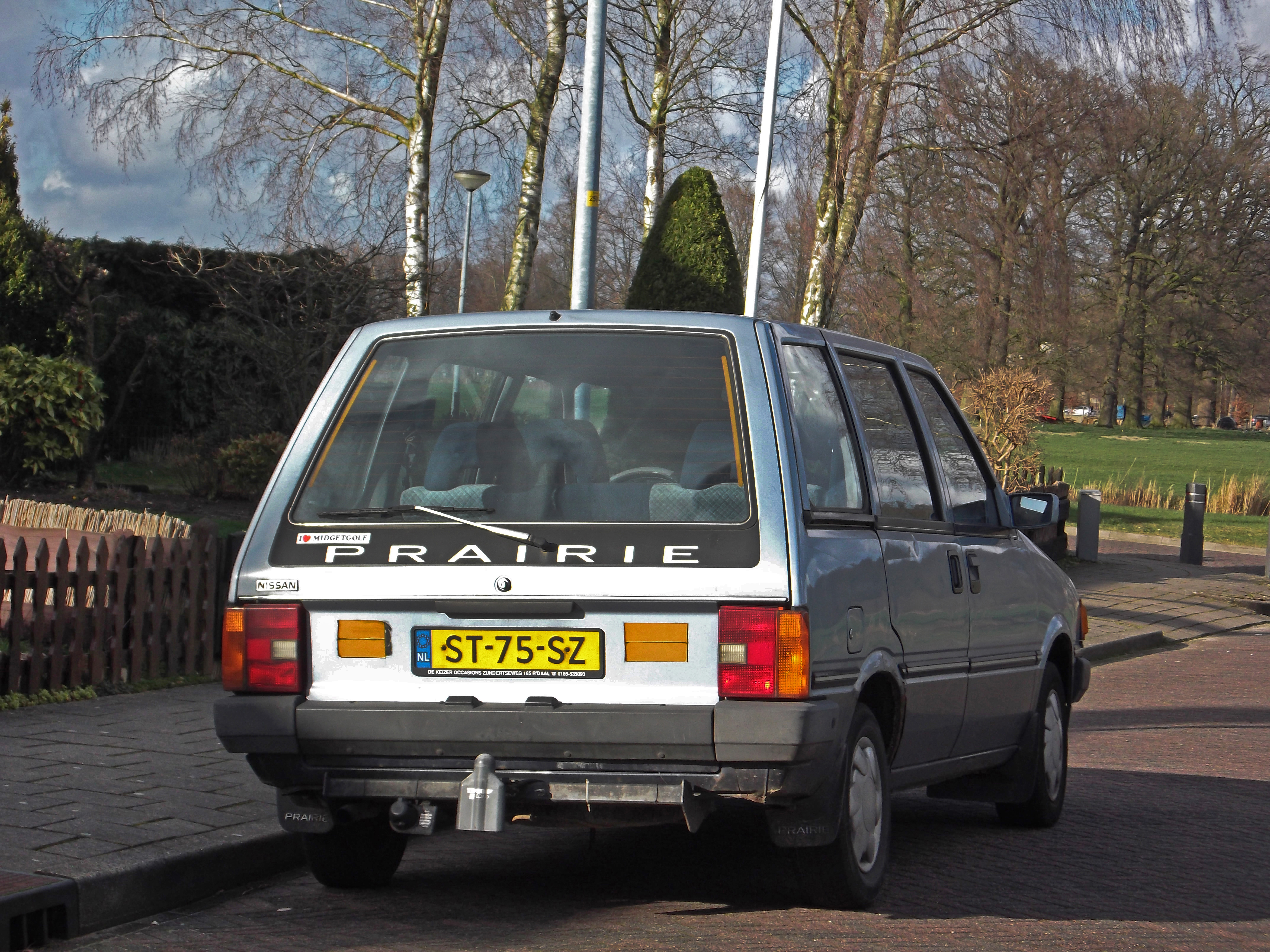
Mit Prairie-Schriftzug
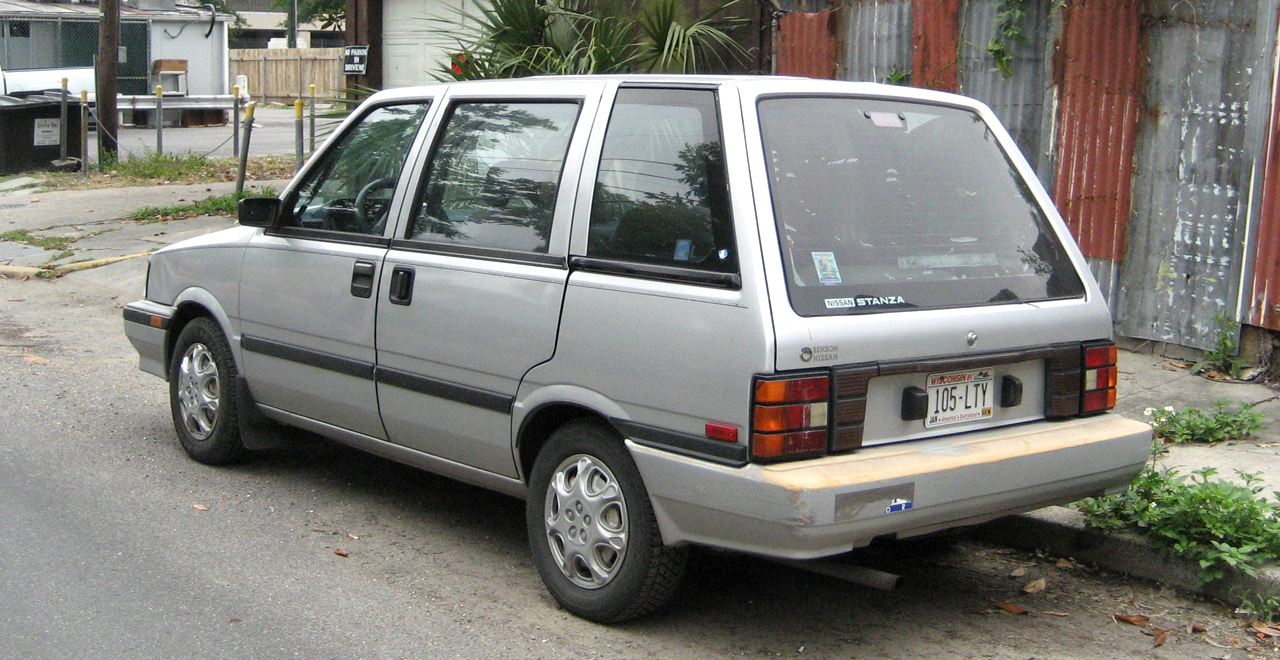
Nissan Stanza Wagon
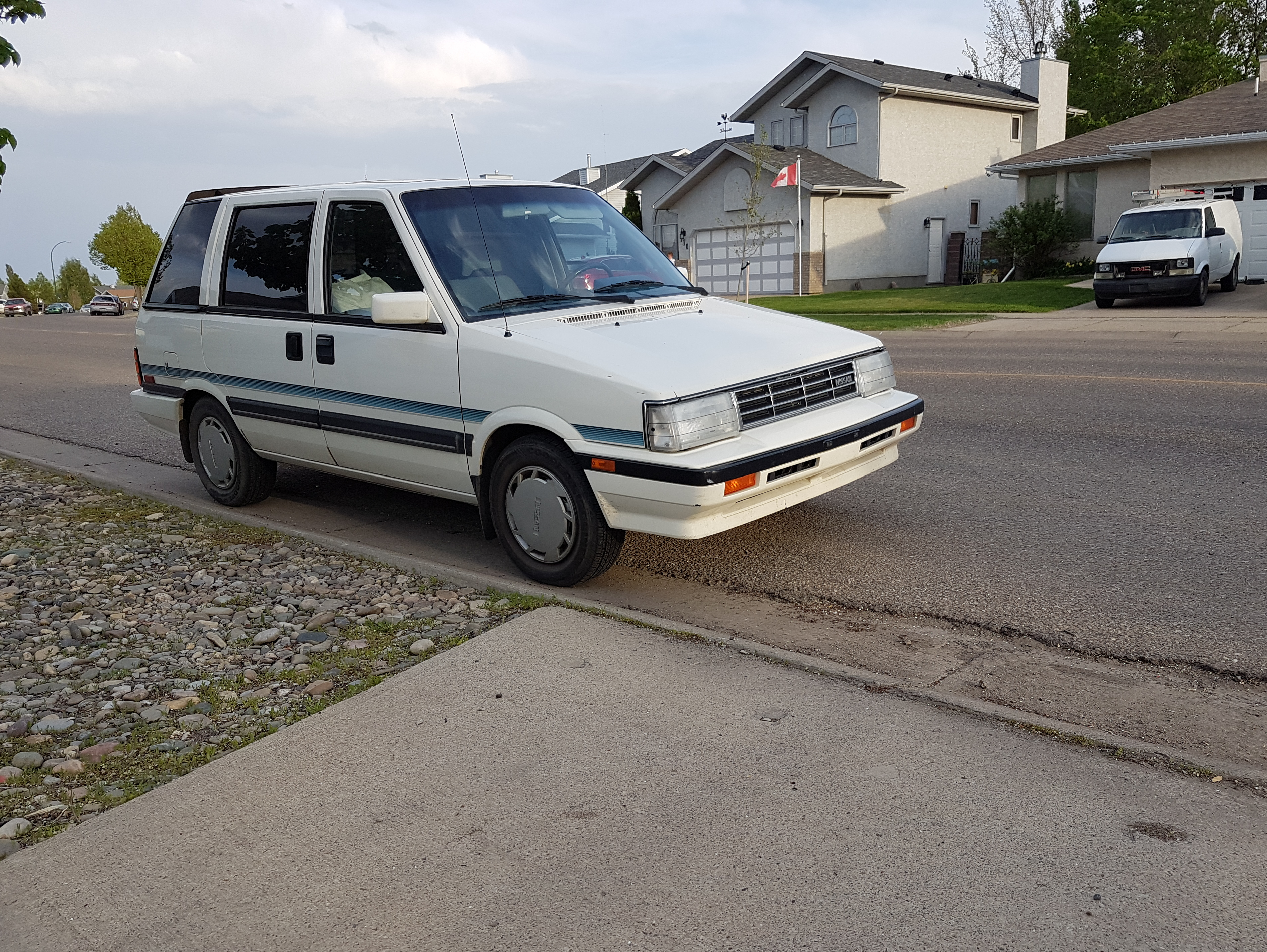
Nissan Multi
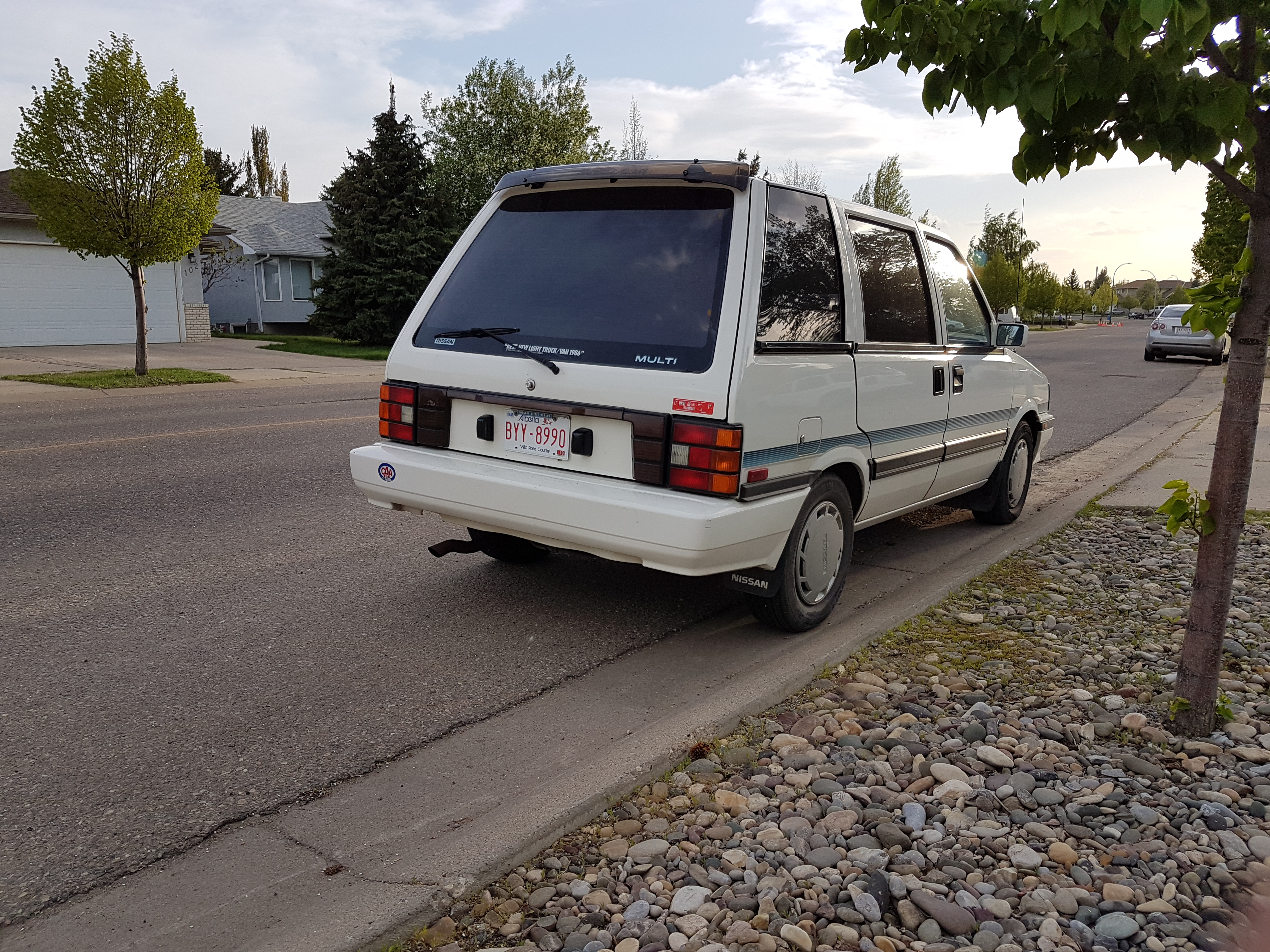
Heckansicht

## Prairie (M11, 1988–1998)
Die ab Herbst 1988 angebotene zweite Version (in den USA Nissan Axxess genannt) war deutlich moderner gestaltet und wahlweise mit Vorderradantrieb oder permanentem Allradantrieb lieferbar. Die europäische Version trug den Namen Nissan Prairie Pro und wurde von der spanischen Nissan Motor Ibérica hergestellt. Erhältlich war auch die Version Nissan Prairie Air Pro mit Klimaanlage.
In Europa wurde der Prairie Pro mangels Nachfrage im Sommer 1994 aus dem Angebot genommen. Der größere Nissan Serena ersetzte vorerst den Prairie Pro. Erst ab 2000 hatte Nissan mit dem Almera Tino wieder einen kleinen Van im Modellprogramm.
In Japan gab es im Modellprogramm parallel zum gewöhnlichen Prairie noch eine weitere Variante, welche Nissan Prairie Joy genannt wurde. In dieser Variante war auch ein leistungsstärkerer Motor vom Typ SR20DE verfügbar.

Zum Stichtag 1. Januar 2024 waren in Deutschland laut KBA noch 28 Nissan Prairie Pro angemeldet.

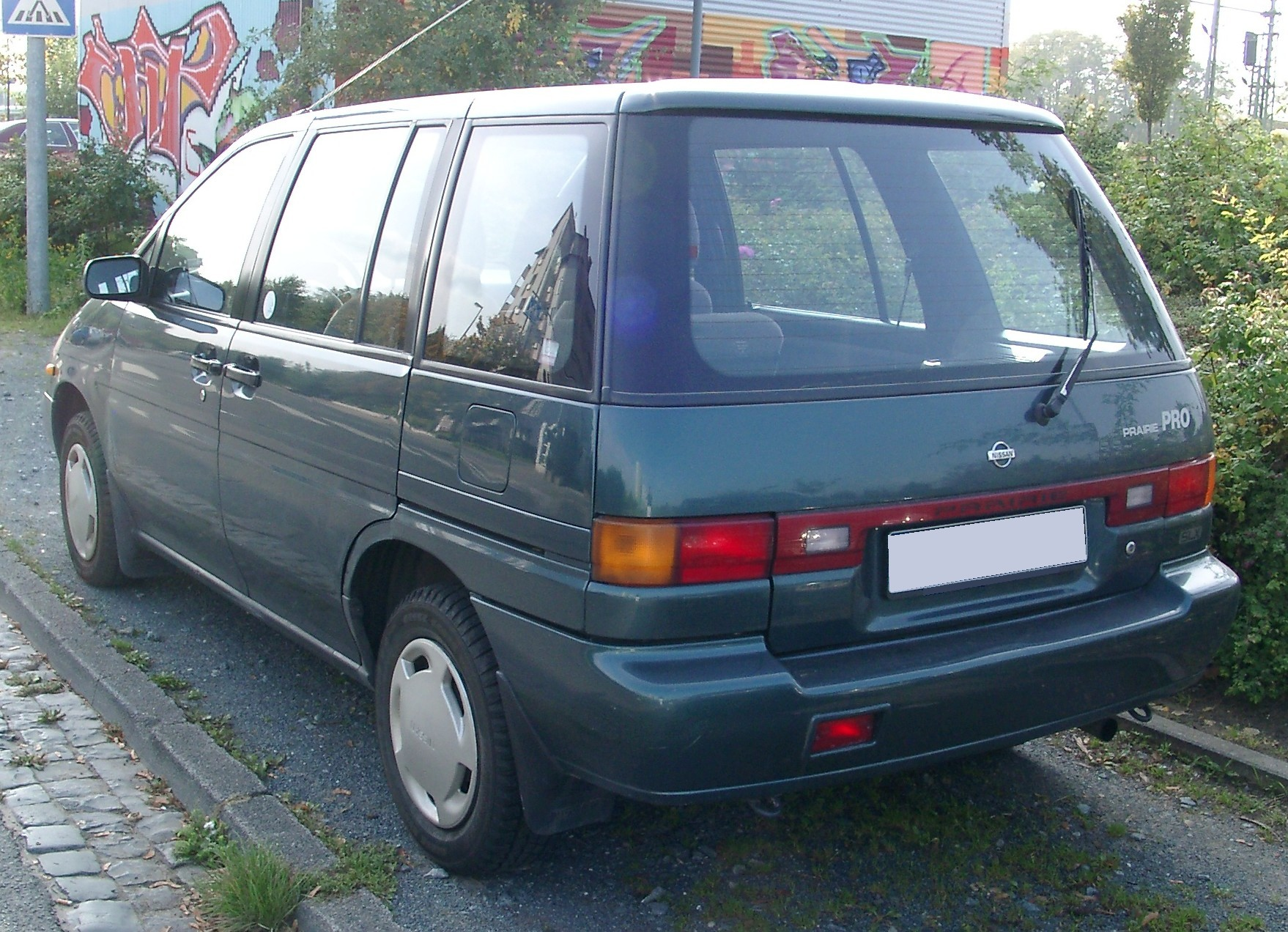
Heckansicht
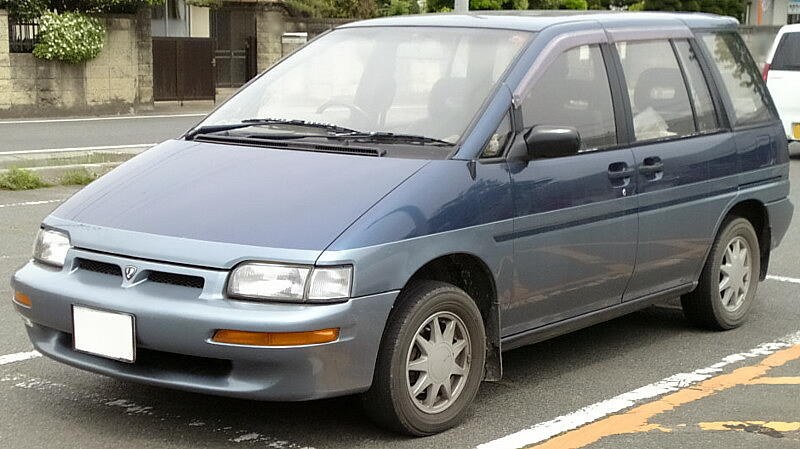
Nissan Prairie (Japan)
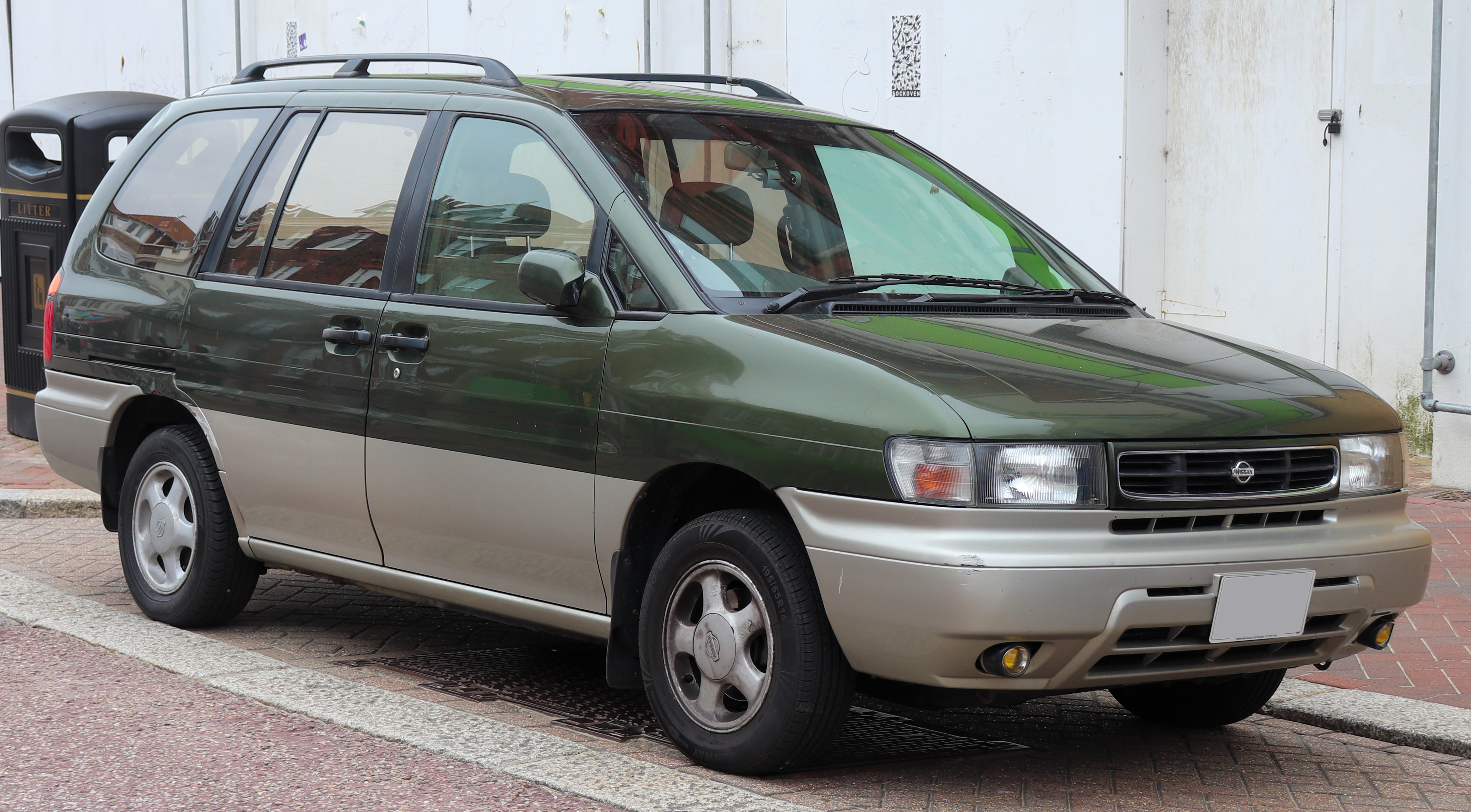
Nissan Prairie Joy
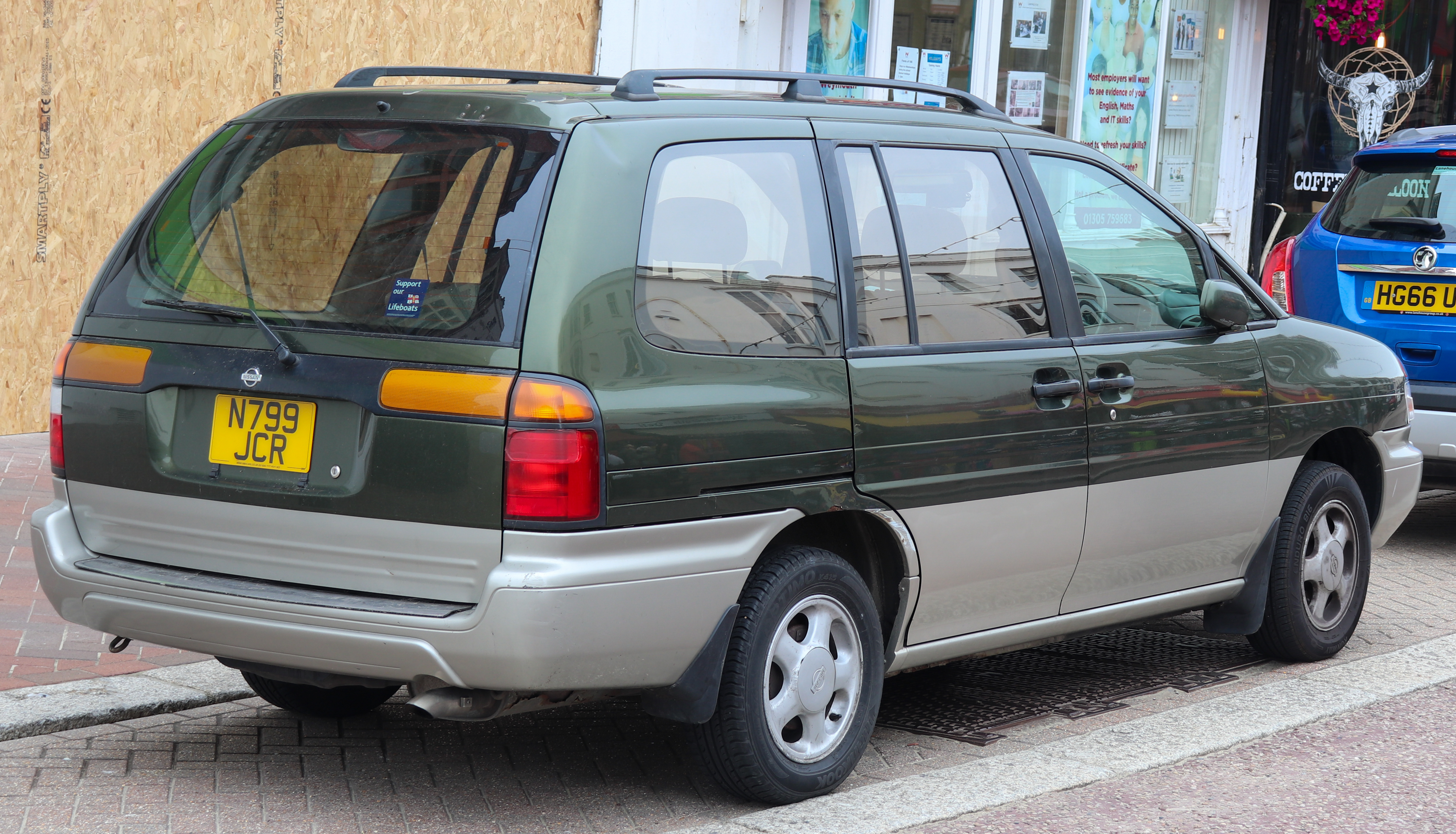
Heckansicht

## Prairie Liberty (M12, 1998–2004)
Für den japanischen Markt gab es noch einen Nachfolger dieser Serie, der als Nissan Liberty vermarktet wurde. In Japan gab es eine Hochleistungsversion Liberty GT4 Highway Star mit einem turboaufgeladenen SR20DET-Motor, der 230 PS (169 kW) leistete.

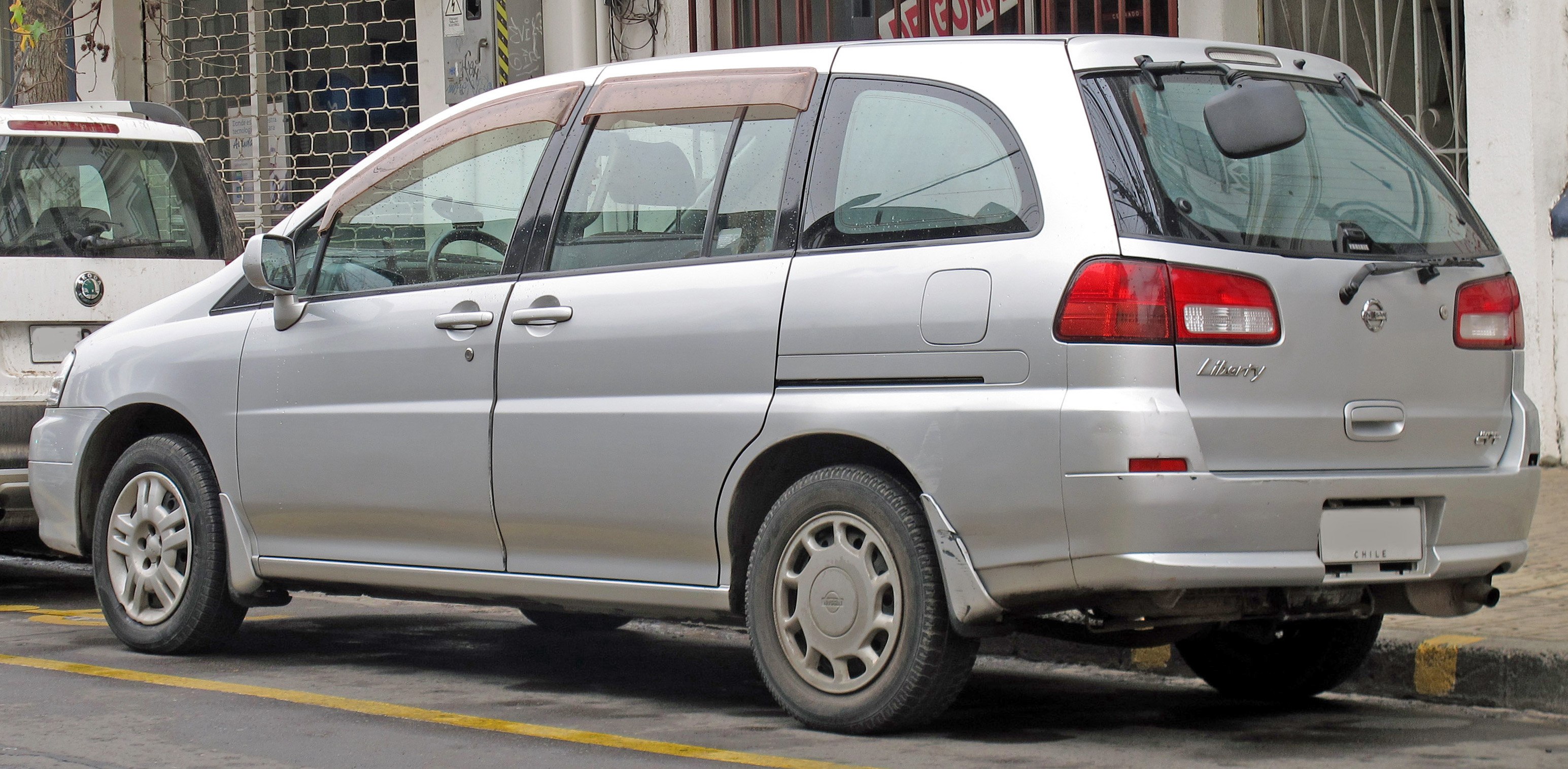
Heckansicht
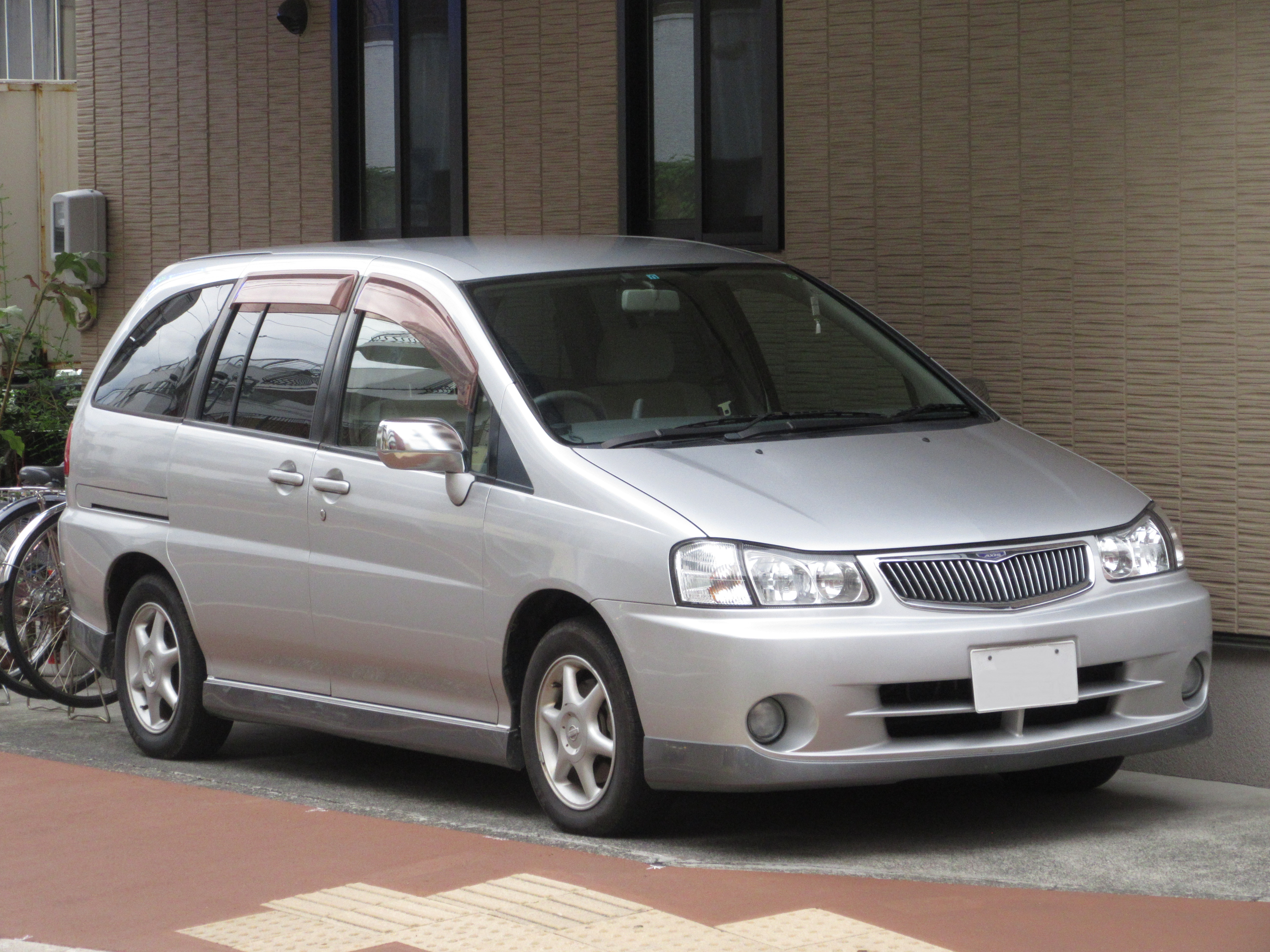
Nissan Liberty AXIS
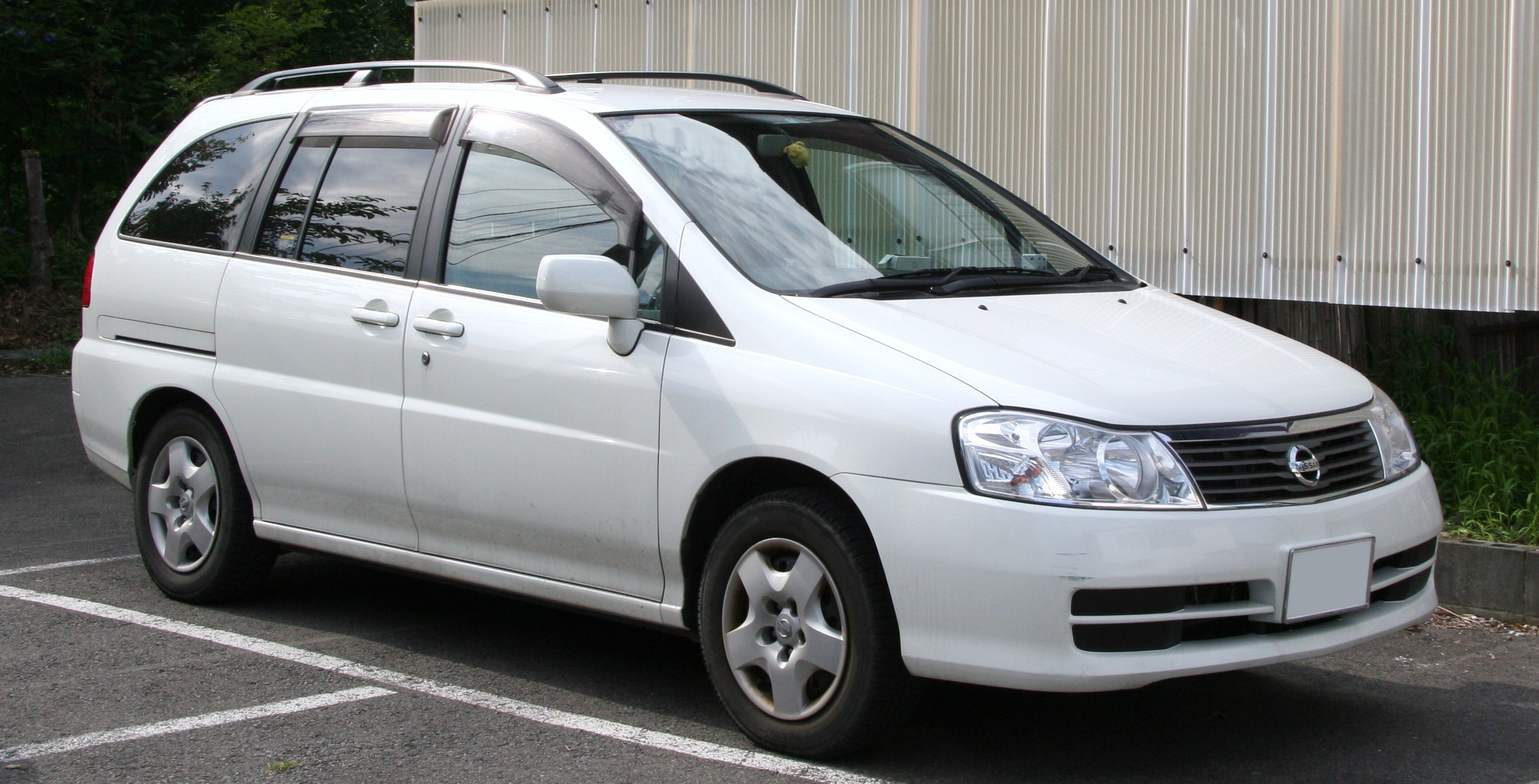
Facelift (2001–2004)